# Loveless (山下智久の曲)
「Loveless」（ラブレス）は、日本のアイドル、山下智久の2枚目のソロシングル。

## 概要
- デビューシングル「抱いてセニョリータ」から約3年半ぶりとなる、山下智久の2枚目のソロシングル。
- 2009年11月21・22・23日に行われた、自身初のソロコンサートに先行してリリースされた。
- オリコンシングルチャートで初登場1位を獲得。企画ユニット・ソロを含め、デビュー以来シングル、アルバムすべてで首位を獲得しており、今作で18作連続となった。
- PVは本人の希望で、ニューヨークで撮影されている。

## 収録曲

### CD

#### 通常盤
1. Loveless
作詞：荘野ジュリ、作曲：Jin Nakamura、編曲：村山晋一郎
2. Crush On You
作詞：H.U.B、作曲・編曲：John Acosta
3. DanceJam
作詞：Hacchin' Maya、作曲：藤田昌伸, 星野亮、編曲：鈴木雅也
4. After the Rain
作詞：ヒロイズム, Kafka、作曲：ヒロイズム、編曲：千葉純治
5. Loveless（Instrumental）

#### 初回生産限定盤A/B
※「ME」以降、初回生産限定盤Bのみ収録。
1. Loveless
2. Run From You
作詞：Josh Warnken、作曲・編曲：Andreas Johansson
3. ME
作詞：zopp、作曲・編曲：Jason Blume, John Acosta, Fredrik Hult
4. Moon Light
作詞：山下智久、作曲・編曲：Andreas Johansson

### DVD
※初回生産限定盤Aのみ
1. ビデオクリップ・レコーディング風景等のオフショット映像など

### 特典
※初回生産限定盤Bのみ
- 自らが撮影したセルフポートレイト封入